# Європейська Хартія полювання і біорізноманіття
Європейська Хартія полювання та біорізноманіття (англ. European Charter on Hunting and Biodiversity) — основною місією Хартії є пропагування серед органів держуправління та місцевого самоврядування європейських країн сталого мисливськогосподарського користування задля охорони і невиснажливої експлуатації навколишнього природного середовища . Хартія також визнає необхідність збереження полювання в якості загальноприйнятної соціальної, економічної та культурної діяльностей сучасного суспільства. Концептуальною основою Хартії стали норми затверджені Сторонами Конвенції про біорізноманіття у 2000 і 2004 рр., а саме — засади екосистемного підходу (Малавські принципи) і Аддис-Абебські принципи та керівні вказівки для сталого використання біорізноманіття.

## Історія розробки
Європейська Хартія полювання та біорізноманіття розроблена за ініціативою Парламентської Асамблеї Ради Європи (ПАРЕ). У 2007 році Постійний комітет Конвенції про охорону дикої флори та фауни і природних середовищ існування в Європі (Берн, 1979) на 27-му засіданні в Страсбурзі прийняв Рекомендацію № 128 , що спонукала усі сторони та наглядачів Бернської конвенції, яка ратифікована Україною від 1996 року, взяти до уваги цю Хартію, а викладеними в ній принципами керуватися при формуванні та реалізації державних природоохоронних політик країн-учасниць з метою забезпечення стійкого мисливськогосподарського користування, як інструменту збереження угруповань диких тварин та середовищ їх існування.

## Основні принципи Хартії
Європейська Хартія полювання та біорізноманіття визначає, що за умови сталого ведення мисливського господарства цей вид діяльності може нести позитивний вклад у збереження популяцій диких тварин і місць їх проживання та приносити користь суспільству. Мисливці можуть сприяти досягненню цих цілей шляхом регулювання чисельності угруповань диких тварин і доглядаючи за місцями їх існування. Міжнародний союз охорони природи (МСОП) у Керівних принципах трофейного полювання від 2012 року зазначає, що проведення такого полювання може бути частиною природоохоронних програм, навіть по збереженню рідкісних видів диких тварин та таких, що перебувають під загрозою зникнення.
Що ж стосується ключових принципів Хартії, то їх дванадцять, кожен з них доповнено роз'ясненнями і вказівками. Принципи прийняті більшістю країн Європейського Союзу і схвалені міжнародними організаціями, зокрема МСОП.
12 принципів Європейської Хартії полювання та біорізноманіття:
1. Підтримувати багаторівневе управління, що забезпечує максимальну корисність для охорони природи і суспільства. Це, зокрема, передбачає, що органи влади мають притримуватися гнучкої політики; заохочувати створення структур, що об'єднують осіб з мисливськими та іншими природоохоронними інтересами, і котрі будуть пом'якшувати конфлікти. Органи влади мають віддавати належне найкращим методам господарювання (субсидії, пільги), і боротися зі зловживаннями.
2. Забезпечення зрозумілості і визнання норм. Наголошується, що малозрозумілі або нездійсненні нормативно-правові акти можуть призводити до негативних наслідків. Тому необхідно затверджувати не лише прозорі нормотворчі процедури, а й долучати до їх розробки мисливців, і дозволяти їм там, де це можливо, здійснювати саморегулювання.
3. Забезпечення екологічної стійкості об'ємів добування. Зазначається, що природоохоронний статус видів має підтримуватися на рівні, що є достатнім для стійкого вилучення. Таке вилучення має ґрунтуватися на надійних наукових та місцевих знаннях. Органам влади рекомендують співпрацювати з мисливцями в розробці методів моніторингу і менеджменту популяцій. Мисливці в свою чергу мають забезпечувати утримання популяцій цільових видів мисливських тварин на рівнях, оптимальних по відношенню до їх місць проживання.
4. Підтримувати дикі популяції автохтонних видів з адаптивним генофондом. На автохтонні (корінні) види і їх місцеперебування, а так само на одержувані від них засоби для існування людини можуть несприятливо впливати, аж до постановки під загрозу довгострокову життєздатність їх популяцій, як інтродукція інвазивних чужорідних видів, так і спрямована селекція за певними ознаками.
5. Підтримка оточуючого середовища, що забезпечить здорові і сильні популяції видів, які добуваються. Для цього органи влади мають мотивувати мисливців до охорони місць проживань видів і навіть попередньо узгоджувати з ними ці системи мотивації.
6. Заохочення використання, що забезпечує економічні стимули для охорони природи. Тобто, необхідно усвідомити, що мисливські види мають економічну цінність, і це може стати мотивацією до їх охорони. Тому органи влади мають розуміти, що ті, хто надає послуги з полювання, розраховують на справедливу винагороду за це. Мисливці в свою чергу також мають бути готовими робити розумні внески за можливість полювати, і фінансувати охорону тварин.
7. Забезпечувати належне використання результатів добування, мінімізацію втрат. Використання відновлюваного ресурсу в найбільш допустимому обсязі максимізує економічні стимули для місцевих жителів, а також є ознакою шанобливого ставлення до навколишнього середовища і, в деяких випадках, мінімізує біологічне забруднення.
8. Наділяти місцевих зацікавлених осіб повноваженнями з покладанням на них відповідальності. При значних місцевих знаннях і хорошому моніторингу менеджмент на місцевому рівні є найбільш адаптивним (здатним до оперативного реагування). Такий менеджмент передбачає одночасне наділення повноваженнями зацікавлених осіб і визнання їх безпосередньо відповідальними за відповідність вимогам одержувачів вигоди від використання ресурсу і вимогам охорони природи. Локальний менеджмент повинен бути гармонізований з цілями більш високого рівня.
9. Необхідність підвищення компетентності та відповідальності користувачів дикими ресурсами. Органи влади мають заохочувати і полегшувати реалізацію програм освіти та підготовки мисливців, співпрацювати з організаціями мисливців для залучення в їх ряди нових членів.
10. Мінімізувати страждання тварин, яких можна уникнути. Для того, щоб мисливськогосподарська практика була соціально стійкою, страждання тварин, які не є неминучими, повинні бути мінімізовані.
11. Заохочення співробітництва між всіма зацікавленими особами в менеджменті видів, що добуваються. Конфлікти — безглузда витрата людських ресурсів, тоді як співробітництво усіх зацікавлених сторін — широкі природоохоронні зусилля. Органи влади мають підтримувати публічне розуміння природоохоронних, економічних та культурних благ, котрі можуть бути отримані від відповідального та сталого добування.
12. Сприяти суспільному визнанню сталого стійкого споживчого використання як інструмента охорони природи. Тобто, не лише мисливці, а й органи влади мають формувати в суспільстві такі погляди на полювання, котрі забезпечать довгострокове суспільне визнання того, що добування диких тварин у кінцевому результаті є корисним для охорони природи.